# Luc Willems
Luc Willems, né en 1965, est un homme politique belge, membre de l'OpenVLD, transfuge du CVP.
Il est licencié en droit de la KUL et avocat.

## Carrière politique
- 1989-     : conseiller communal à Alost
- 1995-1999 : membre de la Chambre des représentants
- 2000-2003 : conseiller provincial (province de Flandre-Orientale)
- 2003-2007 : sénateur coopté
  - membre du parlement du Benelux